# Las Ermitas (El Bollo)
Las Ermitas (llamada oficialmente Santa María das Ermidas) es una parroquia y un lugar español del municipio de El Bollo, en la provincia de Orense, Galicia.

## Toponimia
La parroquia también es conocida por el nombre de Santa María de Las Hermitas.

## Organización territorial
La parroquia está formada por una entidad de población:
- As Ermidas

## Demografía
Gráfica demográfica del lugar y parroquia de Las Ermitas según el INE español:
| Gráfica de evolución demográfica de Las Ermitas entre 2000 y 2022 |
|                                                                   |
| Datos según el nomenclátor publicado por el INE.                  |

## Patrimonio
En esta parroquia se encuentra el Santuario de Nuestra Señora de las Ermitas, declarado Bien de Interés Cultural (BIC) en 2006.[cita requerida]